# Axel Lagerholm
Axel Frithiof Lagerholm, född 15 juni 1858 i Järbo socken, Gävleborgs län, död 13 december 1915 i Matteus församling, Stockholm,  var en svensk militär. 
Lagerholm blev underlöjtnant vid Hälsinge regemente i Mohed 1879, löjtnant 1886, erhöll avsked med tillstånd att såsom löjtnant kvarstå i regementets reserv 1894, blev skeppsklarerare i Gävle samma år och var kapten i regementets reserv 1897–1908.
Lagerholm var spansk vicekonsul i Gävle 1894–1910, brasiliansk vicekonsul där 1906–1909, portugisisk vicekonsul där 1906–1910 och fransk konsularagent där 1906–1910. Han var ledamot av direktionen för Navigationsskolan i Gävle 1906–1908. Han var också ledamot av belysningsstyrelsen i Gävle och nämns som den främste initiativtagaren till Gävle stads spårvägar,  som startade sin verksamhet 1909.